# Yngve Jan Trede
Yngve Jan Trede (* 17. Dezember 1933 in Völksen bei Hannover; † 24. Oktober 2010 in Fredensborg) war ein deutsch-dänischer Komponist, Cembalist und Pianist.

## Leben
Trede war der Sohn des Musikwissenschaftlers Hilmar Trede (* 1902 – † 1947) und dessen zweiter Frau Ursula (geb. Franz), Tochter eines evangelischen Pfarrers. Der Mediziner Michael Trede ist sein älterer Halbbruder.
Trede war musikalisch hoch begabt und Patenkind des von 1935 bis 1945 auf Bornholm lebenden deutschen Schriftstellers und Orgelbauers Hans Henny Jahnn. Von diesem erhielt Trede intensive Förderung. Tredes Vater Hilmar war seit 1928 Musiklektor des von Jahnn und dessen Lebensgefährten Gottlieb Harms geführten Ugrino Verlags. Nach dem frühen Tod des Vaters wollte Jahnn dem talentierten Kind eine Laufbahn als Komponist ermöglichen. Trede komponierte später u. a. Stücke zu Hans Henny Jahnns Dramen, die ihn als Musiker bekannter werden ließen, z. B. Spur des dunklen Engels und Neuer Lübecker Totentanz.
Trede hatte schon als Schüler Kompositionsunterricht an der Hochschule für Musik Freiburg (bei Harald Genzmer). Ab 1950 lebte er in Hamburg in der Familie Jahnns und studierte an der dortigen Staatlichen Hochschule für Musik Hamburg. Dort machte er 1960 sein Examen in den Fächern Komposition, Dirigieren und Klavier. Danach examinierte er auch in Musiktheorie. Im Jahr 1961 erhielt er ein Stipendium  Villa Massimo Rom. Am 17. Dezember 1963, vier Jahre nach dem Tod seines Patenonkels Hans Henny Jahnn, heiratete Trede dessen Tochter Signe (28. Juni 1929–18. März 2018).
Von 1973 bis 1995 war Trede Musikprofessor an der Königlichen Akademie für Musik in Kopenhagen, wo er Theorie und Komposition lehrte. 1970 erhielt er die dänische Staatsbürgerschaft. Trede war Träger des Dannebrogordens.
Als Cembalist und Pianist war Trede als Solist in der Kammermusik aktiv, seit 1974 als Mitglied des Ensembles Musica Danica.

## Werk (Auswahl)
- Orchestermusik: Symphonies, Symphony in 1 movement, Nachtlandschaft
- Konzertmusik: Viola Concert, Organ Concert, Cello concert
- Klaviermusik: The Black for harpsichord, Canonic Inventions, 12 preludes, Ground
- Orgelmusik: Concertante, Fantasia quasi una sonata
- Kammermusik: String Quartet, Dialoghi pastorali e concertanti, Sinfonia for 7 strings, Trio mobile camera
- Ballettmusik: Variations – welche von John Cranko in Stuttgart und Edinburgh aufgeführt wurde
- Vokalmusik: Five songs to poems by Poul Borum
- Kammeropern: Bastard (1980), Mirandolina (1985), aufgeführt vom Königlichen Theater
- Bühnenmusik: Neuer Lübecker Totentanz, Spur des dunklen Engels